# Trofima Miloslavić

Trofima Mada Miloslavić (Makoše, Župa dubrovačka, 17. kolovoza 1888. - Rim, 26. studenoga 1950.) hrvatska katolička redovnica, sestra milosrdnica, žrtva jugoslavenskog komunističkog režima. Pokrenut je postupak beatifikacije s. Trofime, zajedno s još šest susestara koje su bile žrtve mučeništva.
Rođena je u selu Makoše u Župi dubrovačkoj, 17. kolovoza 1888. godine. U Družbu sestara milosrdnica stupila je 14. siječnja 1912. godine. Privremene redovničke zavjete položila je 15. kolovoza 1914., a doživotne 3. svibnja 1921. godine u Zagrebu. Radila je kao bolničarka u Mostaru i u Rijeci.
Komunisti su je odveli iz Rijeke u dvorac Rajhenburg kod Krškog u Sloveniji i držali je zarobljenu do 12. rujna 1950. godine, pet godina zatvorenu u Kazneno-popravnom domu za žene. Preminula je u Rimu 26. studenoga 1950. od posljedica teških uvjeta u zatvoru.
U Gospiću je gospićko-senjski biskup Zdenko Križić na 72. godišnjicu mučeničke smrti sestre Žarke Ivasić svečano otvorio postupak beatifikacije ili proglašenja mučeništva službenica Božjih sestre Žarke Ivasić i šest susestara mučenica (s. M. Kornelije Horvat, s. Lipharde Horvat, s. Geralde Jakob, s. Konstantine Mesar, s. Trofime Miloslavić i s. Blande Stipetić) iz Družbe sestara milosrdnica svetog Vinka Paulskoga – Zagreb, koje su stradale od komunističkog režima iz mržnje prema vjeri.